# Estádio Olímpico Monumental
Das Estádio Olímpico Monumental war ein Fußballstadion in der brasilianischen Stadt Porto Alegre, Bundesstaat Rio Grande do Sul. Es bot letztlich Platz für 45.000 Zuschauer und diente von seiner Eröffnung bis zur Schließung am Ende der Saison 2012 dem Fußballverein Grêmio Porto Alegre als Heimspielstätte. Dieser Tage dient es als Abstellplatz für Omnibusse des örtlichen Nahverkehrsbetreibers Carris.

## Geschichte
Das Estádio Olímpico Monumental in Porto Alegre, der Hauptstadt des brasilianischen Bundesstaats Rio Grande do Sul und mit etwa 1,4 Millionen Einwohnern die zehntgrößte Stadt in ganz Brasilien, wurde im Jahre 1954 erbaut und am 19. September des gleichen Jahres eröffnet. Zum ersten Spiel im neuen Stadion trafen sich der zukünftige Nutzerverein, Grêmio Porto Alegre, und Nacional Montevideo aus Uruguay zu einem Freundschaftsspiel, das mit einem 2:0 für den Gastgeber und einer großen Massenschlägerei zu Ende ging. Der Grêmio-Spieler Vitor erzielte bei diesem Spiel das erste Tor im Stadion. Seitdem wurde die Anlage von Grêmio Porto Alegre als Austragungsort für Heimspiele genutzt. Der Verein wurde bis heute zweimal brasilianischer Fußballmeister, die Titelgewinne gelangen in den Jahren 1981 und 1996. 1983 und 1995 gewann man zudem die Copa Libertadores, den wichtigsten Fußballwettbewerb für Vereinsmannschaften in Südamerika. Durch den Gewinn des Libertadores-Cups 1983 war man zur Teilnahme am Weltpokal des gleichen Jahres berechtigt, wo Grêmio im Olympiastadion von Tokio mit 2:1 nach Verlängerung gegen den Hamburger SV gewann. Ursprünglich war das Stadion für 38.000 Zuschauer erbaut worden. 1980 wurde das Stadion umgebaut und es konnten nun 85.000 Menschen Spielen in dieser Spielstätte beiwohnen. Aus Sicherheitsgründen wurde die Kapazität 1991 wieder herabgesetzt und es passten ab 1991 noch 51.081 Menschen in die Fußballarena. Heutzutage beträgt die Kapazität 45.000 Zuschauerplätze. Die Rekordkulisse im Stadion wurde erreicht, als am 26. April 1981 AA Ponte Preta bei Grêmio Porto Alegre zu Gast war und 85.721 Zuschauer ins Stadion kamen.

## Ablösung durch die Arena do Grêmio
Grêmio Porto Alegre zog nach der Saison 2012 in die Arena do Grêmio um. Es löste somit das Estádio Olímpico Monumental, das abgerissen wurde, als Spielstätte des Vereins ab. Die Grêmio Arena, die 60.540 Zuschauern Platz bietet, war aus Anlass der in Brasilien stattfindenden Fußball-Weltmeisterschaft 2014 in Auftrag gegeben worden. Allerdings wurden keine Turnierspiele in diesem Stadion ausgetragen, da für die Weltmeisterschaft das Estádio Beira-Rio, die Spielstätte von Grêmios Rivalen SC Internacional Porto Alegre, genutzt wurde. Im August 2013 wurde mit der Entfernung der Sitze begonnen. Der Abriss war für den Oktober des Jahres geplant.

## Galerie

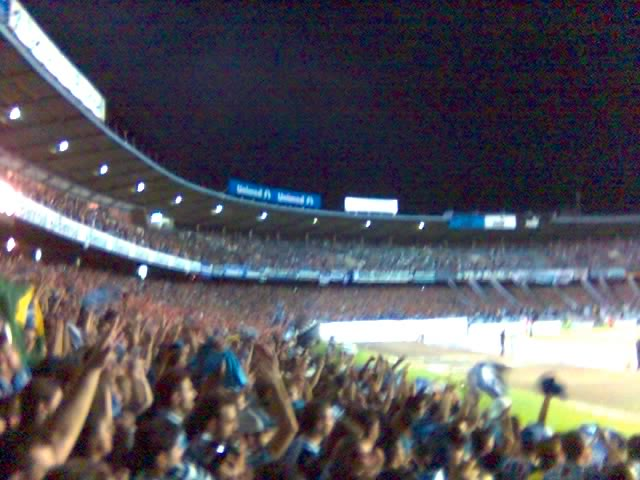
Blick ins Stadion
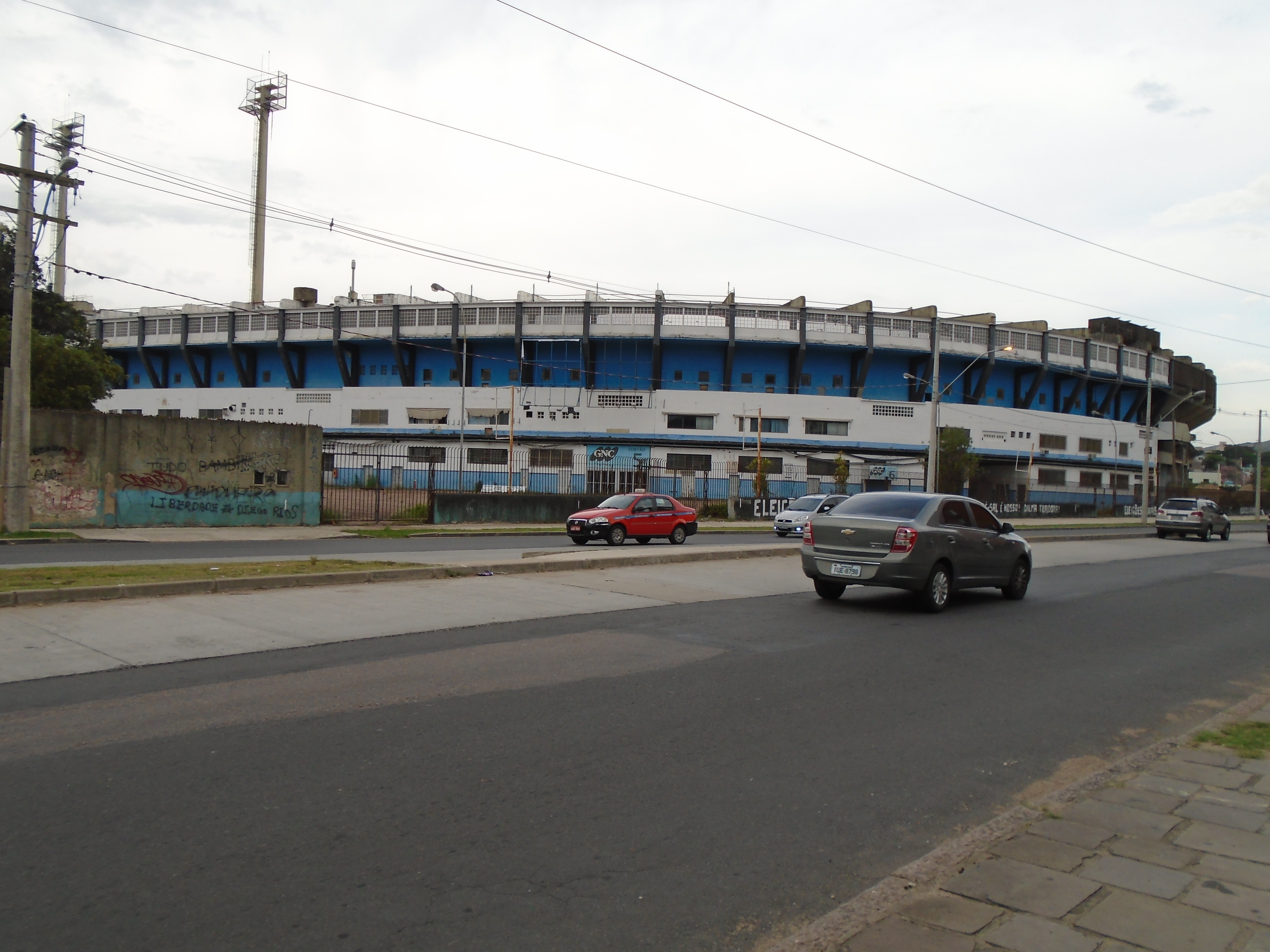
Außenansicht von 2016
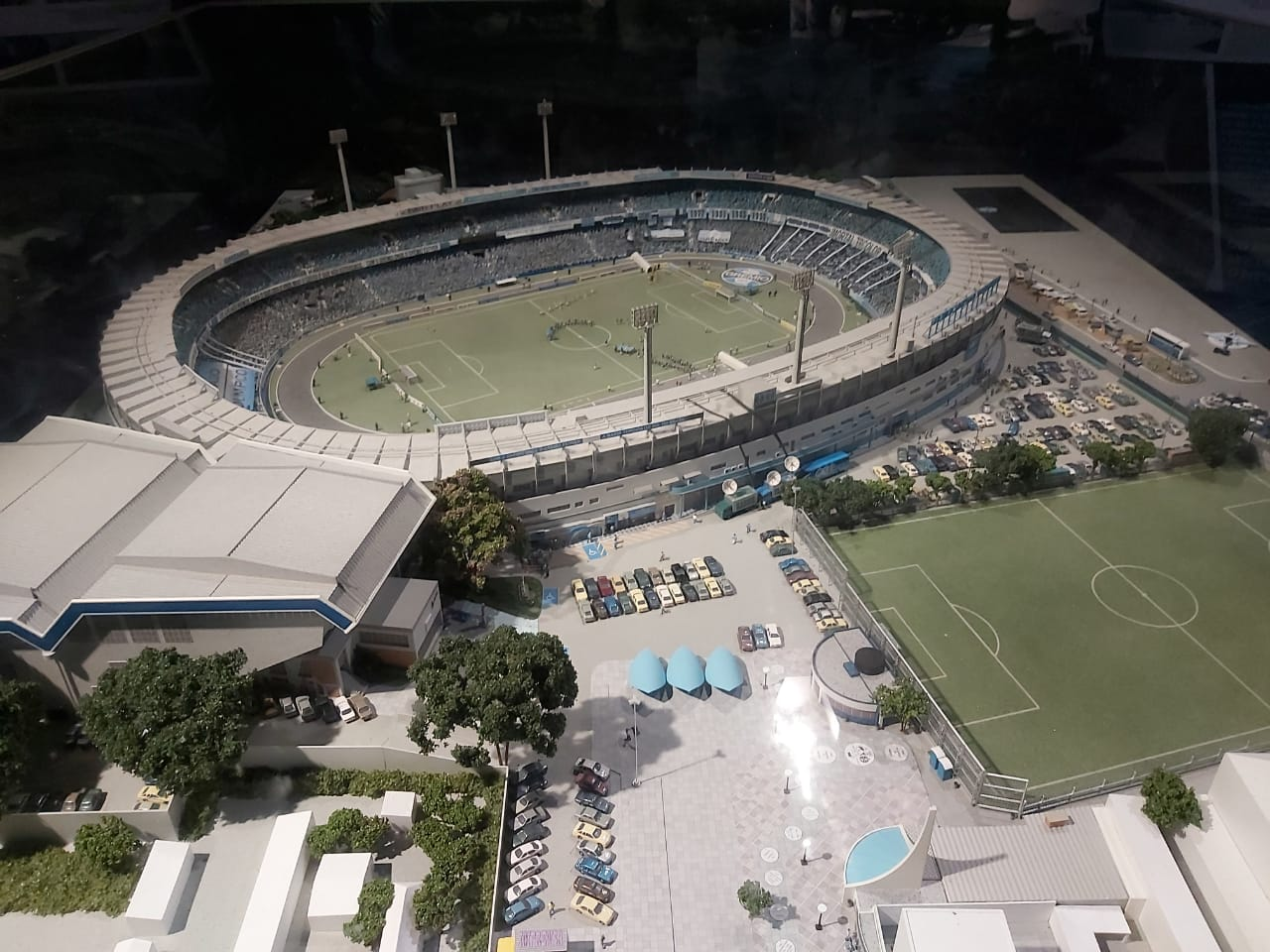
Modell des Stadions